# Antonio Moreno Barberá
Antonio Moreno Barberá (Madrid, 7 d'abril de 1940) és un militar espanyol del cos de l'Armada Espanyola, Cap de l'Estat Major de la Defensa de Defensa de 2000 a 2004.
Originari de Cartagena, va ingressar a l'Armada Espanyola el 1956. En 1961 ascendí a alferes de navili i s'especialitzà en submarins i electrònica. Com a capità de navili va manar la flotilla de submarins de la base naval de Cartagena. Un cop ascendit a contraalmirall va dirigir el grup "Delta" de l'Agrupació Amfíbia de Cadis. Quan fou ascendit a vicealmirall fou nomenat cap de la Base Naval de Rota. També ha estat professor de l'Escola de Guerra Naval.
Va ser cap de l'Estat Major Conjunt de la Defensa (Emacon) fins a juny 1997, quan arran de les irregularitats en la gestió de l'Arsenal de la Carraca, va avençar el relleu del Cap de l'Estat Major de l'Armada i fou ascendit a almirall. Va ocupar el càrrec fins a desembre de 2000, quan fou nomenat Cap de l'Estat Major de la Defensa de Defensa. Durant el seu mandat va defensar el paper de les Forces Armades en la lluita contra el terrorisme, sobretot arran dels atemptats de l'11 de setembre de 2001. Després de protagonitzar algunes topades amb l'aleshores ministre de defensa Federico Trillo pel que fa al nomenament del cap de la brigada hispano-centreamericana a l'Iraq proposada pel JEMAD en juliol de 2003 fou rellevat junt a tota la cúpula militar el juny de 2004 arran de l'escàndol per l'accident del Yak-42 a Turquia. Això no impediria que fos imputat pel cas davant els tribunals en 2008, donant-se el cas que per primer cop un ex cap de la cúpula militar és imputat per la justícia ordinària. Fou interrogat pel jutge de l'Audiència Nacional Fernando Grande-Marlaska. Tanmateix, en febrer de 2012 el jutge va arxivar la causa i en juny del mateix any va desestimar l'apel·lació de les famílies.